# بئر غبالو
بئر غبالو هي بلدية بدائرة بئر غبالو ولاية البويرة الجزائرية. و تبعد عن المدينة الرئيسية بحوالي 34 كيلومتر. تعتبر من أقدم المدن وينقسم اسمها إلى كلمتين بئر و هذا معروف و غبالو و تعني عميق اي بئرعمقتلو
منذ الاحتلال الفرنسي تمت ترقيتها إلى بلدية في 21 جويلية عام 1857 .هي منطقة فلاحية كبيرة تقع غربي ولاية البويرة تتربع على مساحة 78 كلم مربع في سهل اعريب ذو التربة الخصبة وتشتهر بوفرة المياه.
لها موقع استراتيجي ممتاز فهي تقع بملتقى طريقين وطنيين رقم 08 من الجزائر العاصمة إلى الجنوب الكبير ورقم 18 من الشرق نحو الغرب
سكانها يتكلمون اللغة العربية فقط عكس ما يظن البعض لها عدة قبائل ترجع لاصول نايلية
شارك سكانها في ثورة اول نوفمبر كما شاركوا من قبل في الثورات الشعبية
يبلغ عدد سكان البلدية حوالي 11016 نسمة موزعين على مركز المدينة و القرى و الداشر التابعة لها